# Lubuk Batil
Lubuk Batil is een bestuurslaag in het regentschap Aceh Tamiang van de provincie Atjeh, Indonesië. Lubuk Batil telt 370 inwoners (volkstelling 2010).